# Asimina obovata
Asimina obovata (Willd.) Nash – gatunek rośliny z rodziny flaszowcowatych (Annonaceae Juss.). Występuje endemicznie w południowo-wschodniej części Stanów Zjednoczonych – na Florydzie. 

## Morfologia
PokrójZimozielone małe drzewo lub krzew dorastający do 2–5 m wysokości. Jest bardzo rozgałęzione. Młode pędy mają czerwonawą barwę i są omszone.
LiścieMają kształt od podłużnego do odwrotnie owalnego lub owalnego. Mierzą 4–10 cm długości. Są skórzaste. Nasada liścia jest od zaokrąglonej do klinowej. Wierzchołek jest tępy lub zaokrąglony. Ogonek liściowy jest owłosiony i dorasta do 2–6 mm długości.
KwiatySą pojedyncze lub zebrane po 2–4 w pęczkach. Rozwijają się na szczytach pędów. Wydzielają zapach. Mają żółtobiaławą barwę. Działki kielicha mają kształt od eliptycznego do owalnego i dorastają do 5–15 mm długości, są owłosione od wewnętrznej strony. Płatki zewnętrzne mają kształt od eliptycznego do owalnego, osiągają do 4–6 cm długości, są rozłożone, natomiast wewnętrzne mają kształt od owalnego do podłużnego, czasami różowe lub czerwone, są zakrzywione, mniejsze od płatków zewnętrznych. Kwiaty mają 3–8 słupków.
OwoceŻółtozielonkawe jagody, które tworzą owoc zbiorowy. Osiągają 5–9 cm długości.

## Biologia i ekologia
Rośnie na otwartych przestrzeniach w lasach, w lasach sosnowych, na wydmach oraz w zaroślach, na piaszczystym podłożu. Występuje na terenach nizinnych.